# Luis Pulido
Pour les articles homonymes, voir Pulido et Naranjo (homonymie).
Pulido  Naranjo est un nom espagnol. Le premier nom de famille, en général paternel, est Pulido ; le second, en général maternel, souvent omis, est Naranjo.
Luis Pulido Naranjo, né le 2 mars 1986, est un coureur cycliste mexicain.

## Palmarès sur route

### Par année
- 2006
  -  Champion du Mexique sur route espoirs
- 2007
  - 3e de la Coppa Messapica
- 2008
  -  Champion du Mexique sur route espoirs
  - 2e du championnat du Mexique du contre-la-montre espoirs
- 2011
  - Classement général de la Ruta del Centro
  - 2e du Tour de Chihuahua
- 2012
  - 2e du championnat du Mexique du contre-la-montre
- 2013
  - 2e du championnat du Mexique sur route

### Classements mondiaux
| Année            | 2006 | 2007 | 2008 | 2009 | 2010 | 2011 | 2012 | 2013 | 2014 |
| ---------------- | ---- | ---- | ---- | ---- | ---- | ---- | ---- | ---- | ---- |
| UCI America Tour | 69e  |      |      |      | 120e |      | 393e | 66e  | 278e |

## Palmarès sur piste

### Jeux d'Amérique centrale et de la Caraïbe
- Mayagüez 2010
  -  Médaillé de bronze de la poursuite